# CV-425
La CV-425 es una carretera local de la Comunidad Valenciana, comunica Buñol con las aldeas de Cortes de Pallas y con la  N-330 .

## Nomenclatura
La CV-425 es una carretera local que pertenece a la Diputación Provincial de Valencia, es una carretera que conecta las poblaciones Buñol y Cortes de Pallas. Su nombre viene de la CV (que indica que es una carretera autonómica de la Comunidad Valenciana) y el 425, es el número que recibe dicha carretera, según el orden de nomenclaturas de las carreteras secundarias de la Comunidad Valenciana.

## Historia
La CV-425 sustituyó a la carretera provincial  VP-3031  que tenía el mismo trazado que ahora y servía como by-pass de la conexión de la  N-III  con la  N-330  que se situaba en Utiel.

## Trazado Actual
La CV-425 inicia su recorrido como carretera convencional en la salida 316 de la Autovía  A-3  y recorre los términos municipales de Buñol (a la cual sirve de circunvalación mientras que el trazado antiguo de la  VP-3031  ha sido renombrado como  CV-4250 ), Macastre y de Cortes de Pallás pasando por urbanizaciones como Venta de Gaeta, Los Herreros o Viñuelas finalizando su recorrido en la  N-330 .
- Datos: Q5737654